# Kapitanporočnik (Kriegsmarine)
Kapitanporočnik (izvirno nemško Kapitänleutnant zur See, dob. 'Kapitanporočnik na morju'; kratica: Kptlt., Kaleunt oz. Kaleu) je bil tretji po vrsti častniški čin v nemški Kriegsmarine, ki je bil prevzet od Reichsmarine (iz časov Weimarske republike). 
Nižji čin je bil nadporočnik, medtem ko je bil višji kapitan korvete. V drugih vejah Wehrmachta (Heer in Luftwaffe) mu je ustrezal čin stotnika, medtem ko mu je v Waffen-SS ustrezal čin SS-Hauptsturmführerja.

## Napredovanje
V času Reichsmarine je nadporočnik običajno potreboval 3-4 leta, da je dosegel čin kapitanporočnika, a v primeru velikih dosežkov se je ta čas lahko skrajšal na dve leti.

## Oznaka čina
Osnovna (naramenska) oznaka čina kapitanporočnika je bila sestavljena iz štirih vrvic, ki so bile pritrjene na črno podlago v obliki U ter dveh zvezd. Častniki tehniške stroke pa so imeli na spodnji del epolete dodan še simbol zobnika. 
Narokavna oznaka čina (ki se je nahajala na spodnjem delu rokava) je bila sestavljena iz dveh debelejših zlatih črt in ena ožje zlate črte vmes ter nad njimi se je nahajala ena petkraka zvezda.
Oznaka čina za slavnostno uniformo je bila sestavljena iz dveh kvadratov na zlati epoleti (z belo obrobo), na katero so bile pritrjene zlate resice.
Galerija
- Osnovna naramenska oznaka čina
- Narokavna oznaka čina